# جون أندرسون مور
جون أندرسون مور (بالإنجليزية: John Anderson Moore)‏ هو ضابط أمريكي، ولد في 12 يناير 1910 في براونوود في الولايات المتحدة، وتوفي في 26 فبراير 1944 في جزيرة أوكيناوا في اليابان.